# Sent Miquèu de Dèsa
Sent Miquèu de Dèsa (en francès Saint-Michel-de-Dèze) és un municipi del departament francès del Losera, a la regió d'Occitània.